# オノウルフス
オノウルフス（Onoulphus, 生年不詳 - 493年）は、5世紀の東ローマ帝国の軍人。ウェリナおよびバシリスクスの義理の甥、アルマトゥスの義理の兄弟とされる。兄弟にオドアケルがいる。

## 人物・生涯
その部族的出自は不明だが、父はエデコとされる。父エデコは初めフン族の王アッティラに仕え、アッティラの死後には東ローマ帝国に属した。父エデコが469年にボリア川の戦いで敗死した後、オノウルフスはコンスタンティノープルの宮廷に出仕し、東ローマ皇帝レオ1世の義理の甥アルマトゥスの好意を得て軍職を累進した。バシリスクスの治世にアルマトゥスが476年の執政官となると、オノウルフスもイリュリクムのマギステル・ミリトゥムに昇進した。しかし翌477年、オノウルフスはバシリスクスに勝利したゼノンの命によってアルマトゥスを裏切り、アルマトゥスを殺害した。オノウルフスは以後479年頃までゼノンに仕えて有力な軍人だった。
詳細な時期は不明だが、オノウルフスは遅くとも486年までにコンスタンティノープルを出てイタリア本土のオドアケルへ合流し、487年にはオドアケルとともに、イタリアへ侵入したルギー族の王ファワと戦っている。489年にテオドリックがイタリアへの侵入を開始して以降はオノウルフスもオドアケルとともにテオドリックと戦ったが、オドアケルは敗れて493年にテオドリックに降伏した。しかし降伏後の宴会の席でオドアケルが暗殺されたため、オノウルフスは逃れて教会へ助けを求めたが、テオドリックの手の者によって射殺された。